# نادي ستارت
نادي ستارت (بالنرويجية: IK Start)‏ هو نادي كرة قدم في النرويج تأسس في 19 سبتمبر 1905 يقع في كريستيانساند. يلعب في الدوري النرويجي الممتاز. يدربه ستاينار بيدرسن.

## روابط خارجية
- الموقع الرسمي